# Bechhofen
Bechhofen là một đô thị ở huyện Ansbach bang Bayern nước Đức. Đô thị Bechhofen có diện tích 60,12 km², dân số thời điểm ngày 31 tháng 12 năm 2006 là 6066 người.